# Yopa
A Yopa foi uma empresa brasileira fabricante de sorvetes que foi incorporada e suprimida pela Nestlé. A Nestlé a adquiriu em 1972, introduzindo no mercado linhas inéditas de picolés, como Lolly Pop, Jatos e Cones. Em 1990, formou uma joint-venture com a Gelato, de propriedade da Gessy Lever,  que decidiu sair em 1994 e ceder as marcas da Gelato à Yopa. A Gessy Lever acabaria em 1997 adquirindo a líder de mercado Kibon, principal concorrente da Yopa. Em 1997, a Yopa lançou o sorvete Sem Parar. Contudo, a Nestlé, que usou a marca até o ano 2000, optou por suprimi-la, quando a Yopa passou a se chamar Sorvetes Nestlé.